# スパッリエーラ

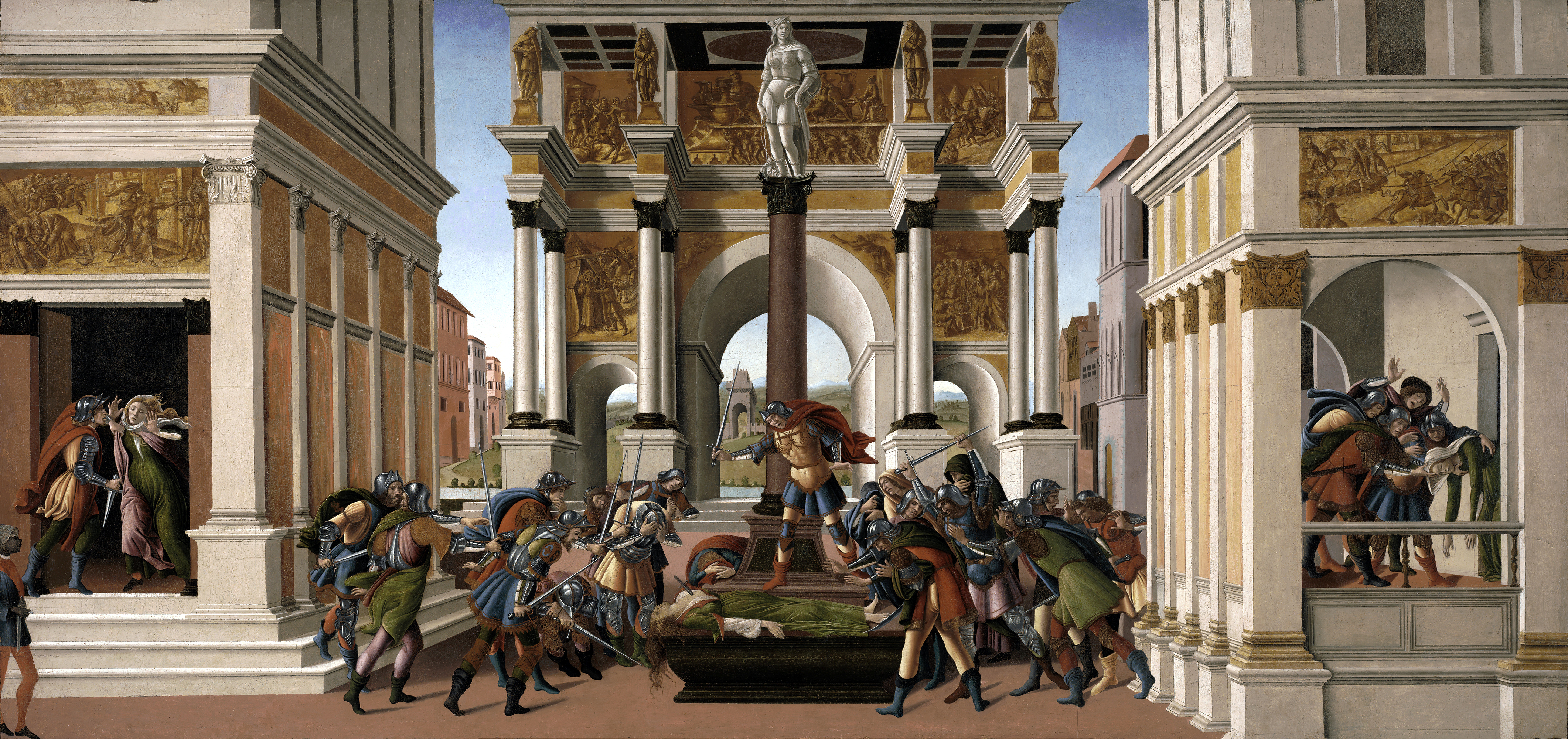
サンドロ・ボッティチェッリがスパッリエーラのために制作した絵画『ルクレティアの物語』。イザベラ・スチュワート・ガードナー美術館所蔵。

スパッリエーラ（伊: Spalliera）は、壁面装飾のために取り付けられた装飾されたバックボードである。複数形はスパッリエーレ（Spalliere）。普通は木製であり、複雑な彫刻や寄木細工、板絵、金箔などの装飾が施された。こうした壁面装飾はルネサンス期のフィレンツェでは一般的であった。
絵画が壁にはめ込まれたスパッリエーラが現在も当時の状態のまま残っているフィレンツェの例はない。最も高価なものでは、部屋の4つの壁すべてに装飾されたパネルが取り付けられたようである。スパッリエーラに用いられた絵画は通常、カッソーネに描かれたパネルのように、高さよりもはるかに幅が広く、カッソーネよりもサイズが大きかった。これらは他の重要な部屋でも飾られたが、しばしば結婚式を祝うために作られ、夫婦の寝室に取り付けられたらしい。
盛期ルネサンスのフィレンツェの画家サンドロ・ボッティチェッリとピエロ・ディ・コジモは、スパッリエーラのために多くの板絵を制作した有名な画家であり、現存する板絵の横長のフォーマットはスパッリエーラとして用いることが本来の機能であったことを示唆している。これらの板絵は現在では従来の額縁で展示されている。